# Leave The World Behind
"Leave The World Behind" to piosenka house stworzona przez Axwella, Sebastiana Ingrosso, Steve Angello i Laidback Luka, z gościnnym udziałem Deborah Cox.

## Lista utworów[1]
1. Leave the World Behind (Radio Edit) 2:42
2. Leave the World Behind (Original Mix) 6:48
3. Leave the World Behind (Daddy's Groove Magic Island Rework) 7:06
4. Leave the World Behind (Dirty South Remix) 8:24
5. Leave the World Behind (Dabruck & Klain Remix) 8:16
6. Leave the World Behind (Ranucci, Pelusi, Provenzano Remix) 6:47